# Jo Yuman
Yuman Jo (城祐 万, sinh ngày 13 tháng 8 năm 1966) là một cầu thủ bóng đá người Nhật Bản.

## Sự nghiệp câu lạc bộ
Yuman Jo đã từng chơi cho Kashima Antlers.